# Ernst-Dieter Lantermann
Ernst-Dieter Lantermann (* 11. August 1945 in Oberhausen) ist ein deutscher Psychologe und emeritierter Hochschullehrer an der Universität Kassel.

## Leben
Lantermann studierte Psychologie. 1974 promovierte er an der Universität Bonn. 1978 folgte die Habilitation. Er ist Professor für Persönlichkeits- und Sozialpsychologie.

## Werke
- Solidarität und Wohnen: eine Feldstudie. Steinkopff, Darmstadt 1974, ISBN 3-7985-0415-6, zugleich: Dissertation Universität Bonn.
- Interaktionen – Person, Situation und Handlung. Urban & Schwarzenberg, Weinheim 1980, ISBN 3-541-09081-2, zugleich: Habilitation RWTH Aachen.
- Die dunkle Kammer – Grenzen der Gefühle. Quadriga, Weinheim 1986, ISBN 3-88679-803-8.
- Bildwechsel und Einbildung – eine Psychologie der Kunst. edition q, Berlin 1992, ISBN 3-928024-91-4.
- Die radikalisierte Gesellschaft. Von der Logik des Fanatismus. Blessing, München 2016, ISBN 978-3-89667-577-4.
- mit Herrmann, Theo: Persönlichkeitspsychologie. Ein Handbuch in Schlüsselbegriffen. 1985.
- mit Carl-Friedrich Graumann und Lenelis Kruse: Ökologische Psychologie. 2. Auflage. Beltz, Weinheim 1996, ISBN 3-621-27328-X.
- mit Volker Linneweber (Hrsg.): Enzyklopädie der Psychologie. Umweltpsychologie. Band 1: Grundlagen, Paradigmen und Methoden der Umweltpsychologie. Hogrefe, Göttingen 2008, ISBN 978-3-8017-0595-4.
- mit Volker Linneweber und Elisabeth Kals (Hrsg.): Enzyklopädie der Psychologie. Umweltpsychologie. Band 2: Spezifische Umwelten und umweltbezogenes Handeln. Hogrefe, Göttingen 2008, ISBN 978-3-8017-0596-1.
- mit Elke Döring-Seipel, Frank Eierdanz und Lars Gerhold: Selbstsorge in unsicheren Zeiten. Beltz/PVU, 2009, ISBN 978-3-621-27620-7.
- mit Elke Döring-Seipel: Komplexitätsmanagement. Psychologische Erkenntnisse zu einer zentralen Führungsaufgabe. Springer Gabler, 2015, ISBN 978-3-658-08657-2.

- mit Heinz Bude: Soziale Exklusion und Exklusionsempfinden. In: Kölner Zeitschrift für Soziologie und Sozialpsychologie. 2006, S. 233–252.
- mit Elke Döring-Seipel: Komplexität - eine Herausforderung für Unternehmen und Führungskräfte. In: Sven Grote (Hrsg.): Die Zukunft der Führung. Springer, Berlin 2012, S. 153–171 (eingeschränkte Vorschau in der Google-Buchsuche).